# Repetiodiospilus baumanni
Repetiodiospilus baumanni är en stekelart som först beskrevs av Szepligeti 1914.  Repetiodiospilus baumanni ingår i släktet Repetiodiospilus och familjen bracksteklar. Inga underarter finns listade i Catalogue of Life.